# Baník Veľký Krtíš

FC Baník Veľký Krtíš là một câu lạc bộ bóng đá Slovakia, đến từ thị trấn Veľký Krtíš.